# Milceni

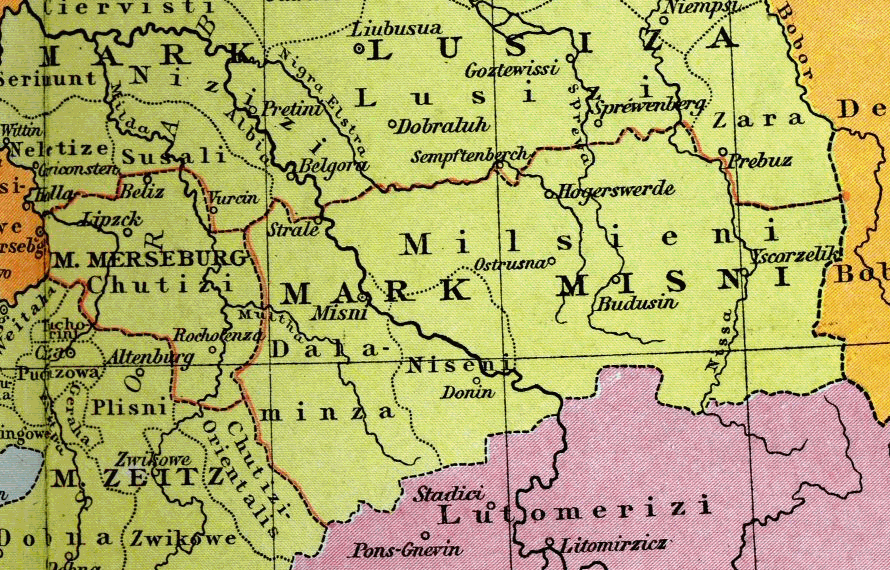
Le pays des Milceni au sein de la marche de Misnie, reconstruction du XIXe siècle.

Les Milceni ou Milcènes (en allemand : Milzener ; en polonais : Milczanie ; en tchèque : Milčané) étaient une tribu slave installée dans la région de Haute-Lusace au cours du IXe siècle.

## Étymologie
Le nom des Milceni remonte au proto-slave milkav : « aimable », « agréable ».

## Historique
C'est le Géographe bavarois (en latin : Geographus Bavarus), auteur anonyme du Moyen Âge qui nomma ce peuple slave du nom de Milceni (Milcènes). Les Milceni pourraient être les ancêtres des Sorabes actuels, vivant en Lusace et parlant le sorabe, une langue slave.
Le territoire des Milcènes s'étendait des Landes et étangs de Haute-Lusace au Nord jusqu'aux monts de Lusace, un massif des Sudètes formant une frontière naturelle entre la Haute-Lusace et la Bohême au Sud. Les collines de Burkau près de Kamenz (du slave kamen, « roche ») formaient la limite occidentale des Milcènes avec le territoire des Daleminciens et les rives de la Kwisa à Lubań la limite orientale avec les domaines de la Silésie.
Le château Ortenburg de Bautzen (Budisse) est construit autour de fortifications en bois construites à l'origine par les Milcènes.

## Migrations germaniques
Avec les migrations germaniques vers l'Est et la colonisation germanique de l'Europe orientale, Charles le Jeune, un des fils de Charlemagne vainquit les Milcènes et brûla leurs forteresses. Vers l'an 932, le roi Henri Ier de Germanie bat à son tour les Milcènes après qu'il fit construire un château-fort sur une motte dominant le fleuve Elbe, sur la rive gauche de celui-ci, qu'il nomme Meissen (Misnie). Puis Otton Ier du Saint-Empire, bat, une troisième fois, les Milcènes, dont le territoire fut incorporé dans la marche de Misnie. 
Le pays des Milcènes (in terram Milze) figure dans le Dagome Iudex, un acte délivré par Mieszko Ier de Pologne au Xe siècle décrivant les frontières extérieures de son duché. À la suite de la guerre germano-polonaise et du traité de Bautzen signé en 1018, le territoire était occupé par les forces de Boleslas Ier de Pologne. Après la reconquête en 1031, le pays est à nouveau intégré dans la marche de Misnie puis, en 1076, annexé par le duc Vratislav II de Bohême.